# 滝郷村
滝郷村（たきさとむら）は、千葉県海上郡に存在した村。旭市立滝郷小学校などにその名をとどめる。

## 地理
- 現在の旭市、旧海上町の北東部に位置する。
- 村域は台地と平地が入り組む谷戸が多い地形になっている。

## 歴史
- 1889年（明治22年）4月1日 - 町村制施行に伴い、清滝村、幾世村、岩井村、松ヶ谷村が合併して発足。
- 1954年（昭和29年）3月31日 - 鶴巻村、嚶鳴村と合併し、海上町を新設。同日滝郷村廃止。

| 1868年 以前 | 1868年 以前 | 明治22年 4月1日 | 昭和29年 3月31日 | 平成17年 7月1日 | 現在 |
| ----------- | ----------- | --------------- | ---------------- | --------------- | ---- |
|             | 清滝村      | 滝郷村          | 海上町           | 旭市            | 旭市 |
|             | 幾世村      | 滝郷村          | 海上町           | 旭市            | 旭市 |
|             | 岩井村      | 滝郷村          | 海上町           | 旭市            | 旭市 |
|             | 松ケ谷村    | 滝郷村          | 海上町           | 旭市            | 旭市 |

## 行政
歴代町長は以下の通りである。
| 代 | 氏名         | 在任期間                          | 参考 |
| -- | ------------ | --------------------------------- | ---- |
| 1  | 多田又右衛門 | 明治22年5月13日〜明治26年5月12日  |      |
| 2  | 木内孫兵衛   | 明治26年月15日〜明治28年4月2日    |      |
| 3  | 木内栄次郎   | 明治28年4月12日〜明治32年4月12日  |      |
| 4  | 遠藤隆治     | 明治32年4月18日〜明治36年11月24日 |      |
| 5  | 木内欽治郎   | 明治36年11月30日〜明治37年7月29日 |      |
| 6  | 木内孫兵衛   | 明治37年8月15日〜明治38年10月30日 | 再選 |
| 7  | 田宮安兵衛   | 明治38年12月14日〜明治41年2月17日 |      |
| 8  | 木内政吉     | 明治41年3月5日〜明治42年8月9日    |      |
| 9  | 向後峯蔵     | 明治42年8月28日〜明治43年2月7日   |      |
| 10 | 掛巣安太郎   | 明治43年2月22日〜明治44年12月3日  |      |
| 11 | 阿蛭源三郎   | 明治44年12月19日〜明治45年4月9日  |      |
| 12 | 田宮安太郎   | 明治45年4月19日〜大正2年1月29日   |      |
| 13 | 掛巣安太郎   | 大正2年2月10日〜大正3年5月23日    |      |
| 14 | 塙武雄       | 大正3年6月9日〜大正5年10月14日    |      |
| 15 | 飯田三郎     | 大正5年10月26日〜大正9年11月13日  |      |
| 16 | 掛巣安太郎   | 大正9年12月10日〜大正13年12月9日  |      |
| 17 | 阿蛭源三郎   | 大正14年1月22日〜大正15年8月6日   | 再選 |
| 18 | 向後幹       | 大正14年8月14日〜昭和2年11月5日   |      |
| 19 | 宮内武助     | 昭和3年1月4日〜昭和4年5月7日      |      |
| 20 | 阿蛭源三郎   | 昭和4年6月4日〜昭和7年3月2日      | 再選 |
| 21 | 遠藤広蔵     | 昭和7年3月15日〜6月30日           |      |
| 22 | 田宮太郎     | 昭和7年10月17日〜昭和9年4月19日   |      |
| 23 | 木内侑市郎   | 昭和9年4月30日〜昭和10年4月19日   |      |
| 24 | 安藤寅次郎   | 昭和10年5月22日〜昭和14年5月21日  |      |
| 25 | 木内孫一郎   | 昭和14年6月6日〜昭和15年3月19日   |      |
| 26 | 倉田髙善     | 昭和15年4月15日〜昭和19年4月14日  |      |
| 27 | 平野半次郎   | 昭和19年7月22日〜昭和21年3月26日  |      |
| 28 | 掛巣市太郎   | 昭和21年4月30日〜昭和22年2月6日   |      |
| 29 | 山崎昭夫     | 昭和22年3月6日〜昭和24年3月30日   |      |
| 30 | 遠藤勘之亟   | 昭和24年4月5日〜昭和28年4月4日    |      |
| 31 | 木内忠兵衛   | 昭和28年4月5日〜昭和29年3月30日   |      |

## 人口
総数 [単位： 人]
| 1891年（明治24年） | 2,070 |